# Drum național 3
Der Drum național 3 (rumänisch für „Nationalstraße 3“, kurz DN3) ist eine Nationalstraße in Rumänien.

## Verlauf
Die Straße beginnt in der Hauptstadt Bukarest und verläuft in östlicher Richtung, zunächst im Wesentlichen parallel zur Autostrada A2 (Europastraße 81) über Pantelimon und Lehliu Gară, entfernt sich dort nach Süden von der Autobahn und führt über Ceacu, wo der Drum național 31 nach Oltenița abzweigt, nach Călărași an die Donau. Von hier aus führt die Donaufähre zum anderen Donauufer, das unmittelbar unterhalb von Silistra erreicht im Gemeindegebiet von Ostrov in der Dobrudscha erreicht; die Straße setzt sich über Băneasa und Murfatlar nach Constanța fort. Der Abschnitt von Murfatlar nach Constanța ist vierstreifig ausgebaut.
Die Länge der Straße beträgt 260 Kilometer.